# モリーノ・デイ・トルティ
モリーノ・デイ・トルティ（伊: Molino dei Torti）は、イタリア共和国ピエモンテ州アレッサンドリア県にある、人口約600人の基礎自治体（コムーネ）。

## 地理

### 位置・広がり
| 隣接するコムーネは以下の通り。括弧内のPVはパヴィーア県所属を示す。 - アルツァーノ・スクリーヴィア - カゼイ・ジェローラ (PV) - カステルヌオーヴォ・スクリーヴィア - グアッツォーラ - イーゾラ・サンタントーニオ |

### 地震分類
イタリアの地震リスク階級 (it) では、3 に分類される
。